# Johann Günther (Medienwissenschaftler)
Johann Günther (* 17. August 1949 in Rohrendorf bei Krems, Österreich) ist ein österreichischer Medienwissenschaftler und Marketingfachmann.

## Leben
Günther absolvierte eine technische Ausbildung, bevor er an der Universität Wien Philosophie, Zeitungswissenschaft und Kunstgeschichte studierte. Es folgten zwei Semester in Cambridge und die Promotion zum Doktor der Philosophie.
Von 1974 bis 1996 war Günther in der Industrie als Produktmanager für Textverarbeitung (Olivetti), Werbeleiter für Konsumgüter (Philips), Marketingmanager für neue Medien wie BTX, Teletex, Textverarbeitung und Personalcomputing, Direktor für den Bereich Kommunikations- und Datentechnik (Kapsch AG), Geschäftsführer des Forschungsunternehmens DATEX-Technische Entwicklungs GesmbH in Frankfurt und der österreichischen Computerfirma Data 100 GesmbH tätig. Er war an der Entwicklung des ersten tragbaren Computers, der auch in Österreich produziert wurde, beteiligt. Er war Vertriebsdirektor Österreich in der Telekommunikation (Alcatel Austria AG) und später Exportdirektor der Business Systems Group für Mittel- und Osteuropa und den Fernen Osten. Leitung von Lateinamerika und Europa im Hauptquartier in Paris, um 1994 nach Österreich als Mitglied der Geschäftsleitung mit der Vertriebsverantwortung für Österreich und Osteuropa zurückzukehren.
Parallel dazu war Günther von 1979 bis 1996 Lehrbeauftragter am Institut für Publizistik und Kommunikationswissenschaften der Universität Wien, Schwerpunkt Neue Kommunikationstechnologien. Einführung der Bildschirmtext-Lehrredaktion an der Universität.
Nach einem Habilitationsverfahren wurde er 1995 Professor an der Staatlichen Universität für Telekommunikation St. Petersburg. 1996 erfolgte der Wechsel zur neu gegründeten Donau-Universität Krems, bis 2004 war er Leiter der Abteilung Telekommunikation, Information und Medien und von 1999 bis 2004 Vizepräsident der Hochschule. Anschließend wirkte er bis 2007 als Geschäftsführer der Fachhochschule Sankt Pölten. Von 2007 bis 2010 folgte eine Tätigkeit als Projektleiter für das Multidimensional Project for the Implementation of an Institutionalised Partnership between Austria and Kosovo in the Field of Higher Education, Research and Innovation für den Arbeitskreis Europäische Integration (AEI) mit Büro in Priština, Kosovo.
Günther war von 2003 bis 2016 Professor an der Jianghan University in Wuhan. Seit 2009 ist er Mitglied des akademischen Rates des Research Institute of Strategy and Development of the Wu Han Manufacturing Industry. Günther lehrte außerdem als Gast für ein Semester an der Universität Graz zum Thema Präsentationstechnik.
2010 wurde er als Gründungsrektor der Universität Buraimi im Oman berufen, wobei einige österreichische Universitäten (Universität Wien, Technische Universität Wien, Fachhochschule Campus Wien, IMC Fachhochschule Krems) Kooperationspartner waren, sowie die University of Bradford.
Johann Günther ist seit 1974 mit Hannelore Günther verheiratet, mit der er zwei Kinder hat und in der Hinterbrühl lebt.

## Funktionen und Mitgliedschaften (Auswahl)
- Mitglied der Steuerungsgruppe Neue Medien in der Lehre an Universitäten und Fachhochschulen in Österreich und des Lenkungsausschusses Informations- und Kommunikationstechnologie des österreichischen Bundesministeriums für Bildung, Wissenschaft und Kultur
- Mitglied der Digitalen Plattform Austria
- Mitglied der Radio- und Telekommunikations-Regulierungsbehörde
- seit 2003 Vorstand der Österreichischen Computer Gesellschaft (OCG)
- Vorstand von GlobArt
- Vorstandsmitglied des „Kuratoriums Wirtschaftskompetenz Europa“ in Berlin
- 1999 bis 2005 Präsident der „European Association of Telematic Application“ (EATA)
- seit 2004: Finanzmitglied des Vorstandes. Vorstand der Österreichisch-Polnischen Gesellschaft[3] und seit 2006 Vizepräsident

- seit 2013: Gründungsmitglied und Generalsekretär der International Association for eScience (IAFeS)

## Auszeichnungen (Auswahl)
- 1976: österreichischer Werbewirtschaftspreis
- 1995: österreichischer Exportförderungsanerkennungspreis (für den Aufbau des Alcatel Vertriebsnetzes in Osteuropa)

- 2004: Verdienstorden der Republik Polen (Krzyzem Kawalerskim Orderu Zaslugi Rzeczypospolitej Polskiej)
- 2013: Goldenes Ehrenzeichen für Verdienste um die Republik Österreich

## Schriften

### Als Autor
- Das niederösterreichische Pressewesen von 1848 bis 1918 mit Ausnahme Wiens. Dissertation, Wien 1974.
- Textverarbeitung - Was ist das? Wien 1976
- Organisatorische Implementierung der Textverarbeitung. Wien 1978
- Großer Bruder - oder Demokratie am Bildschirm. Braumüller-Verlag, Wien 1982
- Bildschirmtext als Umfrageinstrument. Eine Untersuchung des Instituts für Publizistik und Kommunikationswissenschaft der Universität Wien. Wien 1982
- Videotex. Neue Medien im Feldversuch. Schriftenreihe für angewandte Kommunikationsforschung, Wien 1982
- Marketing mit Textsystem. Wien 1983
- Meinungsforschung mit Bildschirmtext? Beiträge zur Kommunikationswissenschaft, Literas Verlag, Wien 1984
- Digitale Telefonie, Technik und Organisation. Literas Verlag, Wien 1989
- mit Johann Jauk: Praxisorientiertes Marketing. Tips und Fallbeispiele für die Praxis. Literas Verlag, Wien 1991
- Telekommunikation in Österreich. Literas Verlag, Wien 1992
- Praxisorientiertes Marketing. 2. Auflage, Literas, Wien 1996
- Teleteaching mittels Videokonferenz, Internationaler Status. Braumüller Universitätsverlag, Wien 1996
- mit Paul Stefan: Marketing – Einführung und Praxis. Donau-Universität Krems, Krems 1997.
- mit Dieter Falkenhagen: Telemedizin, eine Telematikanwendung. Krems 1998.
- mit Clemens Hüffel: Die Massenmedien in unserer Gesellschaft – Zahlen Fakten Daten. Krems 1999.
- Telematik in Niederösterreich, Expertice und Empfehlungen für das Land Niederösterreich. Krems 1999.
- mit Gregory Zeibekakis: Networking Entities, tele-education, telematics & law, telematics & culture. Krems 2000.
- Telematik in Niederösterreich. Chance für Klein- und Mittelbetriebe. Wien 2000.
- mit Paul Stefan: Marketing 1, Einführung mit Beispielen. Krems 2000.
- VEN Virtual Education Network. Krems 2000.
- Videokonferenz in der Lehre. Wien 2001.
- Die neue Mobilität der Gesellschaft. Studienverlag Innsbruck, Wien, München, Bozen 2002.
- Sketching with the computer mouse: George Milonas. griechisch-, englisch- und deutschsprachige Ausgabe. Krems 2004.
- mit Paul Stefan: Marketing – Kommunikationstechnologien verändern die Gesellschaft. Krems 2004.
- Der vernetzte Egoist – Telekommunikation und Computer verändern den Menschen. Studienverlag Innsbruck, Wien, München, Bozen 2004.
- Digital Natives & Digital Immigrants. Studienverlag Innsbruck, Wien, München, Bozen 2007,
- Strategien im tertiären Bildungswesen. Entwicklung und Umsetzung, 2. Auflage. Forum Neue Medien, Graz 2010.
- Hinterbrühler Fastentuch von Rosa Jörger Freya, Linz 2014.
- Theodor Kanitzer. Ein Leben für Völkerverständigung und Kulturmanagement. A Life Devoted To International Understanding and Cultural Management. Zycie poswiecone budowaniu porozumienia miedzy narodami. dreisprachig – deutsch, englisch und polnisch, Linz 2015
- Allein nach Tibet. Amazon Verlag, 2021
- Mit dem Fahrrad Rom - Sizilien. amazon, 2022, Taschenbuch, E-Book (kindle)

### Als Herausgeber
- Politik online – Der Umgang der Parteien mit dem Internet. Krems 1998.
- Telearbeit, Leitfaden für Klein- und Mittelbetriebe. Krems 1998.
- mit Kristina Zach: Verkehrstelematik. Krems 2001.
- Multidimensional Project for the Implementation of an Institutionalized Partnership between Austria and Kosovo in the field of Higher Education, Research and Innovation 2007–2010. Edition Scientific Research, Pristina 2010.
- Joint Research and Technology Development – Projects 2007–2010, Multidimensional Project for the Implementation of an Institutionalized Partnership between Austria and Kosovo in the field of Higher Education, Research and Innovation. Edition Scientific Research, Pristina 2010.
- Challenges of Industrial Clustering in the 21st Century. IAFeS Edition, Wien 2015, Herausgeber
- Peter Kotauczek – Philosoph, Querdenker, Musiker, Maler, Schreiber, Systemtheoretiker und Ingenieur. Linz 2017
- Access to Knowledge in the 21st Century - The Interplay of Society, Education, ICT and Philosophy. IAFeS Edition Volume 6, Wien 2018, Herausgeber
- mit Erwin Bratengeyer: „Innovation and Digitalization in Emerging Economies“, Wien 2019
- Veränderungen in einer Gesellschaft – Beiträge aus Wissenschaft, Kunst, Philosophie, Literatur, Management. Linz 2019, 2. Aufl. 2020
- Digital Culture in Education, Science and Technology. IAFeS Edition Volume 10, Wien 2021 (Hg)
- Education & Research during COVID19 – International Reports & Essays. IAFeS Edition, Wien 2021 (Herausgeber)